# 司马荣期
司马荣期（4世纪—406年），河内郡温县（今河南省焦作市温县）人，曹魏太常司马馗七世孙，东晋宗室、官员。

## 生平
义熙二年（406年）正月，益州刺史司马荣期在白帝城击败谯纵的将领谯明子。之后刘裕派遣龙骧将军毛修之率领军队与司马荣期、文处茂、时延祖共同讨伐谯纵，义熙二年九月，司马荣期被自己的参军杨承祖杀死。

## 家庭

### 兄弟
- 司马宣期

### 子女
- 司马贞之
- 司马楚之，北魏假节、侍中、镇西大将军、开府仪同三司、云中镇大将、朔州刺史、琅邪贞王